# デーヴィッド・アンダースン
デーヴィッド・アンダースン（David Anderson 本名不明、生年月日不明）はアメリカ合衆国出身の映画俳優。
主に1980年代から1990年代に掛けてフィリピンで製作されたアクション映画の脇役を務めた。尚、同名の俳優も存在するが、ここで取り上げた人物はインターネット・ムービー・データベースに於いてデーヴィッド・アンダースン（1）として区別されている。
クレジット名義は複数あり、『バトル・ウォーズ』（1986年/未/ビデオ/TV放映）と『炸裂！復讐のヒーロー』（1986年/未/ビデオ）ではデーヴ・アンダースン（Dave Anderson）、『コマンドー・インベイジョン』（1985年/未/ビデオ）、『ニンジャ刑事/ダブルエッジ』（1985年/未/ビデオ）、『クライム・ストッパー』（1990年/未ソフト化）ではダン・アンダースン（Dan Anderson）、『SFXリタリエーター』（1987年/未/ビデオ）ではデーヴ・ペタースン（Dave Petterson）とクレジットされた。時にはクレジットされない場合もあった。また、日本で発売されたVHSソフトのジャケットにはデビッド・アンダーソンと表記されるのが一般的だった。

## 経歴・人物
俳優としての特徴
キャリアの初期にはスティーヴン・スピルバーグ監督の『未知との遭遇』（1977年）に航空管制官の端役で出演している。
1980年代に入ると活動の拠点をフィリピンに転じ、リノ・ブロッカ監督の『PX』（1982年/未ソフト化）やミゼット俳優のウェン・ウェン主演の『ありえない少年』（1982年/未ソフト化）等のフィリピン・ローカル映画に脇役出演した。
1983年頃から香港系のシルヴァー・スター・フィルム社が疑似米国映画を量産し始めると、その多くに脇役出演した。地味な顔立ちから軍人や警官、FBI、CIAと言った堅い役どころが少なくないが、時には『ニンジャ刑事/ダブルエッジ』（1986年/未/ビデオ）の警部や『ダブル・ファイター/復讐の戦士』（1985年）の弁護士等の悪役もあった。尚、同時期に隆盛を誇ったシリオ・H・サンティアゴ監督作品への出演は意外と数少ない。他にも『コマンドー者』（1987年/未/ビデオ）や『ヘル・ミッション/怒りの奪還』（1988年/未/ビデオ）等の小プロダクションの作品にも出演している。
元軍人の俳優
元々アンダースンはアメリカ合衆国海兵隊の出身で、ルディー・フェルナンデス主演の『サンレイ・ポイントの略奪』（1985年/未ソフト化）には脇役出演する傍ら技術顧問を担当しており、デーヴィッド・アンダースン合衆国退役海兵隊員（David Anderson USMC Ret.）とクレジットされた。また、彼と同時代にフィリピンで活動した退役大佐のマイク・コーエンや退役中佐のジェラルド・マッコイ、元海兵隊員のリー・アーメイやドン・ゴードン・ベルとは場面は異なるが同一作品で共演したこともある。
イタリア映画への出演
1980年代当時にフィリピンで活動したマイク・モンティーを始めとする欧米人俳優の例に漏れること無くアンダースンもフィリピンで撮影されたイタリア映画に出演したが、端役ばかりだった。ヴィンセント・ドーン（ブルーノ・マッテイ）監督の『ダブル・ターゲット』（1987年/未/ビデオ）でのソヴィエト軍士官役はクレジットされたが、『サイゴン野獣刑事』（1988年）や『人喰地獄/ゾンビ復活（ゾンビ4）』（1989年/未/ビデオ/DVD）、アンソニー・M・ドースン（アントニオ・マルゲリーティ）監督の『インディオ2』（1991年/未ソフト化）ではクレジットされなかった。
米国とイタリアの合作であるが、『バトル・ウォーズ』（1986年/未/ビデオ/TV放映）はベトナム戦争中の公金横領事件を題材にした異色作だった。マカロニ・ウエスタンの脚本家だったサウロ・スカヴォリーニの弟であるロマーノ・スカヴォリーニが監督した。アンダースンは公金の独占を狙うマイク・モンティー演じる大尉の部下役だった。因みに、本作にはロマーノ・クリストフを始め、ジム・ゲインズ、ロバート・マリウス、ニック・ニコルスン等、フィリピン・アクション・ギャングと呼ばれる欧米人俳優が大挙出演していた。
アクション映画の衰退期
1990年辺りをピークにフィリピンで撮影された欧米人俳優を中心とするアクション映画は翳りを見せる様になる。戦争アクション映画の最後のあがきである渡辺ケン監督のベトナム戦争物『ブルドッグ』（1991年）や香港系のダヴィアン・インターナショナル作品等にも出演したが、アンダースンは1990年代の半ばに帰国した。

## フィルモグラフィ
・『復讐！炎のコマンド』（1983年/未/ビデオ）（日本コロムビアから発売済み）テディー・ページ監督、リチャード・ハリスン、ブルース・バロン、ジム・ゲインズ出演
・『地獄の報酬/ベトナム捕虜救出作戦』（1983年/未/ビデオ）（キング・ビデオ/東北新社から発売済み）ジョン・ゲール（ジュン・ガラルド）監督、リチャード・ハリスン、ロマーノ・クリストフ、ドン・ゴードン・ベル、ジム・ゲインズ、マイケル・ジェームズ出演
・『マッド・ドッグ2』（1983年/未ソフト化）（クレジット無し）ジョン・ゲール（ジュン・ガラルド）監督、ブルース・バロン、ロマーノ・クリストフ出演
・『バイオレントハンター』（1983年/未/ビデオ）（東宝から発売済み）テディー・ページ監督、リチャード・ハリスン、ブルース・バロン、ドン・ゴードン・ベル出演
・『地獄の特攻隊』（1984年/未/ビデオ）（東映/東北新社から発売済み）（クレジット無し）ジュン・ガラルド監督、ヴィック・ヴァルガス、リチャード・ハリスン、ロマーノ・クリストフ、アンソニー・アロンソ、ジム・ゲインズ、ドン・ゴードン・ベル出演
・『ニンジャ・フォース』（1984年/未/ビデオ）（松竹から発売済み）（クレジット無し）ロマーノ・クリストフ、テディー・ページ共同監督、ロマーノ・クリストフ出演
・『ニンジャ刑事/ダブルエッジ』（1985年/未/ビデオ）（松竹から発売済み）ジョン・ロイド（テディー・ページ）監督、ロマーノ・クリストフ出演
・『ダブル・ファイター/復讐の戦士』（1985年/未/ビデオ）（徳間コミュニケーションズから発売済み）テディー・ページ監督、マックス・セーヤー出演
・『コマンドー・インベイジョン』（1985年/未/ビデオ）（CIC/ビクターから発売済み）ジョン・ゲール（ジュン・ガラルド）監督、マイケル・ジェームズ、ゴードン・ミッチェル、テッチー・アグバヤーニ出演
・『サンレイ・ポイントの略奪』（1985年/未ソフト化）マヌエル・フェイク・シンコ監督、ルディー・フェルナンデス出演
・『キアポの若者』（1986年/未ソフト化）パブロ・サンティアゴ監督
・『炸裂！復讐のヒーロー』（1986年/未/ビデオ）（東映/東北新社から発売済み）J・C・ミラー（ジュン・P・カブレイラ）監督、マックス・セーヤー、ジョン・ドレスデン出演
・『バトル・ウォーズ』（1986年/未/ビデオ/TV放映＝北陸放送・名画招待席枠1992年）（チャンネル・コミュニケーションから発売済み）ロマーノ・スカヴォリーニ監督、クライヴ・ウッド出演
・『ファントム・ソルジャー』（1987年）（日本コロムビアから発売済）アーヴィン・ジョンスン（テディー・ページ）監督、マックス・セーヤー、コーウィン・スペリー出演
・『アイ・オブ・ザ・イーグル』（1987年/未/ビデオ）（CBS/フォックスから発売済み）シリオ・H・サンティアゴ監督、ブレット・クラーク、ロバート・パトリック出演
・『彼女がトカゲに喰われたら』（1987年/未/ビデオ）（東芝映像から発売済み）シリオ・H・サンティアゴ監督
・『ダブル・ターゲット』（1987年/未/ビデオ）（CIC/ビクターから発売済み）ヴィンセント・ドーン（ブルーノ・マッテイ）、クラウディオ・フラガッソ（クレジット無し）共同監督、マイルズ・オキーフ、ボー・スヴェンスン、ドナルド・プレザンス出演
・『コマンドー者』（1987年/未/ビデオ）（徳間コミュニケーションズから発売済み）ドミニク・エルモ・スミス（エディー・ロドリグェス）監督、クレイグ・アラン、ジョージ・ニコラス、ロバート・マリウス出演
・『ジャングル・ラッツ』（1987年/未/ビデオ）（CIC/ビクターから発売済み）アーヴィン・ジョンスン（テディー・ページ）監督、ロマーノ・クリストフ、ジム・ゲインズ出演
・『SFXリタリエーター』（1987年/未/ビデオ）（チャンネル・コミュニケーションズから発売済み）ジョン・ゲール（ジュン・ガラルド）監督、クリス・ミッチャム、リンダ・ブレア、ゴードン・ミッチェル出演
・『トップ・ミッション』（1987年/未ソフト化）ヘンリー・リー（ゴッドフリー・ホー）監督、アルフォンス・ベニ出演
・『地獄からの復讐/コマンドー・ウルフ』（1987年）（日本コロムビアから発売済み）（クレジット無し）クラーク・ヘンダースン監督、リチャード・ヤング、ジミー・ブリッジス出演
・『野獣軍団/ファントム・レイダース』（1988年/未/ビデオ）（徳間コミュニケーションズから発売済み）ソニー・サンダース監督、マイルズ・オキーフ出演
・『ヘル・ミッション/怒りの奪還』（1988年/未/ビデオ）（CIC/ビクターから発売済み）ジョン・ライアン・グレース（タータ・エステバン）監督、ジョージ・ニコラス出演
・『サイゴン野獣刑事』（1988年）（東芝映像から発売済み）（クレジット無し）ボブ・ハンター（ブルーノ・マッテイ）監督、ブレント・ハッフ、マックス・ローレル出演
・『スクワッド/栄光の鉄人軍団（地獄の軍団/スクワッド）』（1988年）（東和から発売済み）（テレビ放映＝テレビ東京・木曜洋画劇場枠1993年、石川テレビ・木曜シネマ枠1993年、北日本放送・土曜映画劇場枠1991年）ブライアン・トレンチャード・スミス監督、ウィングス・ハウザー、リー・アーメイ出演
・『地獄へのパスポート』（1988年/Vシネマ）（コアラ・ブックスから発売済み）渡辺ケン監督、デーヴィッド・ライト出演
・『地獄の爆走/ブラッド・チェイス』（1989年/未/ビデオ）（徳間コミュニケーションズから発売済み）テッド・ジョンスン（テディー・ページ）監督、アンドリュウ・スティーヴンス出演
・『バトル・ラッツ/地獄の地下要塞』（1989年/未/ビデオ）（ハミングバード/ビクター音楽産業から発売済み）ブリッグス・ベンジャミン・シニア（ベン・ヤルン）監督、ジャック・ギルバート出演
・『人喰地獄/ゾンビ復活（ゾンビ4）』（1989年/未/ビデオ/DVD）（SPOから発売済み）（クレジット無し）クラウディオ・フラガッソ監督、チャック・ペイトン出演
・『レディ・ウェポン（美人刑事/シルク）』（1989年/未/ビデオ/TV放映＝テレビ東京・サタデーロードショー枠・1998年）（東芝映像から発売済み）（クレジット無し）シリオ・H・サンティアゴ監督、モニーク・ゲーブリエル出演
・『デモンストーン』（1989年/未/ビデオ）（徳間コミュニケーションズから発売済み）アンドリュウ・プロウズ監督、リー・アーメイ、ジャン・マイケル・ヴィンセント出演
・『麻薬捜査官/バニシング・サンダー』（1989年/未/ビデオ/TV放映＝テレビ東京・木曜洋画劇場枠1993年）（徳間コミュニケーションズから発売済み）（クレジット無し）ジョー・マリ・アヴェラーナ監督、ポール・トチャ出演
・『クライム・ストッパー』（1990年/未ソフト化）テディー・ページ監督、ロマーノ・クリストフ出演
・『女バトル・ドッグ/地獄の逃走迷路』（1990年/未/ビデオ）（ハミングバード/ビクター音楽産業から発売済み）（クレジット無し）デーヴィッド・ハント（デーヴィッド・ハン）監督、アンドレア・ラマッシュ出演
・『ブルドッグ』（1991年）（日本コロムビアから発売済み）（テレビ放映＝テレビ東京・午後のロードショー枠1996年）渡辺ケン監督、ロマーノ・クリストフ、倉田保昭、リチャード・ハリスン出演
・『インディオ2』（1991年/未ソフト化）（クレジット無し）アンソニー・M・ドースン（アントニオ・マルゲリーティ）監督、マーヴェラス・マーヴィン・ハグラー出演